# Cracked Rear View
Cracked Rear View (englisch etwa für „zerbrochene Rückansicht“) ist das Debütalbum der US-amerikanischen Alternative-Band Hootie & The Blowfish. Es erschien am 5. Juli 1994 über das Label Atlantic Records. Mit über 22 Millionen verkauften Exemplaren allein in den Vereinigten Staaten zählt es zu den weltweit meistverkauften Musikalben.

## Produktion
Cracked Rear View wurde von dem US-amerikanischen Musikproduzenten Don Gehman produziert. Als Autoren der Songs fungierten die Bandmitglieder Darius Rucker, Mark Bryan, Dean Felber und Jim „Soni“ Sonefeld.

## Covergestaltung
Das Albumcover ist eine Collage aus sieben unscharfen Fotos, die unter anderem die vier Bandmitglieder sowie verschiedene Orte in einer Stadt zeigen. Am oberen Bildrand befindet sich der Schriftzug Hootie & The Blowfish, während der Titel cracked rear view links unten im Bild steht.

## Titelliste
| #  | Titel                                                   | Länge |
| -- | ------------------------------------------------------- | ----- |
| 1  | Hannah Jane                                             | 3:33  |
| 2  | Hold My Hand                                            | 4:15  |
| 3  | Let Her Cry                                             | 5:08  |
| 4  | Only Wanna Be with You                                  | 3:46  |
| 5  | Running from an Angel                                   | 3:37  |
| 6  | I’m Goin’ Home                                          | 4:10  |
| 7  | Drowning                                                | 5:01  |
| 8  | Time                                                    | 4:53  |
| 9  | Look Away                                               | 2:38  |
| 10 | Not Even the Trees                                      | 4:37  |
| 11 | Goodbye                                                 | 4:05  |
| 12 | Sometimes I Feel Like a Motherless Child (Hidden Track) | 0:54  |

## Kommerzieller Erfolg
| Professionelle Bewertungen | Professionelle Bewertungen |
| -------------------------- | -------------------------- |
| Kritiken                   |                            |
| Quelle                     | Bewertung                  |
| allmusic                   | [ 2 ]                      |
| Rolling Stone              | [ 3 ]                      |

### Chartplatzierungen und Singles
Cracked Rear View erreichte Platz eins der US-amerikanischen Albumcharts, auf dem es sich acht Wochen lang hielt. Insgesamt konnte es sich 129 Wochen in den Top 200 halten. In Deutschland belegte es Rang 45 und hielt sich neun Wochen in den Charts. Zudem erreichte das Album unter anderem die Chartspitze in Neuseeland, Position sieben in Australien und Platz zwölf im Vereinigten Königreich. In den US-amerikanischen Jahrescharts 1995 belegte Cracked Rear View Rang eins und 1996 Position neun.
| ChartsChartplatzierungen       | Höchstplatzierung | Wochen |
| ------------------------------ | ----------------- | ------ |
| Deutschland (GfK)              | 45 (9 Wo.)        | 9      |
| Vereinigtes Königreich (OCC)   | 12 (26 Wo.)       | 26     |
| Vereinigte Staaten (Billboard) | 1 (129 Wo.)       | 129    |

| ChartsJahrescharts (1995)      | Platzierung |
| ------------------------------ | ----------- |
| Vereinigte Staaten (Billboard) | 1           |

| ChartsJahrescharts (1996)      | Platzierung |
| ------------------------------ | ----------- |
| Vereinigte Staaten (Billboard) | 9           |

Als erste Single des Albums erschien am 18. Juli 1994 der Song Hold My Hand, der Platz zehn der US-amerikanischen Singlecharts erreichte. Die zweite Auskopplung Let Her Cry wurde am 17. Dezember 1994 veröffentlicht und belegte Rang neun in den Vereinigten Staaten. Es folgte das Lied Only Wanna Be with You am 17. Juli 1995, das Position sechs in den USA erreichte. Als vierte Single erschien Time am 24. Oktober 1995, das Position 14 der US-Charts belegte. Zudem wurde im November 1995 der Song Drowning ausgekoppelt, der die Charts verpasste.

### Auszeichnungen für Musikverkäufe
Cracked Rear View wurde im Jahr 2024 in den Vereinigten Staaten für mehr als 22 Millionen verkaufte Einheiten mit einer 22-fachen Platin-Schallplatte (entspricht Doppel-Diamant und zweimal Platin) ausgezeichnet. Mit weltweit über 23,2 Millionen verkauften Exemplaren zählt es zu den meistverkauften Musikalben der Geschichte.
| Land/Region                  | Auszeichnungen für Musikverkäufe (Land/Region, Auszeichnung, Verkäufe) | Verkäufe   |
| ---------------------------- | ---------------------------------------------------------------------- | ---------- |
| Australien (ARIA)            | 2× Platin                                                              | 140.000    |
| Dänemark (IFPI)              | Gold                                                                   | 10.000     |
| Kanada (MC)                  | Diamant                                                                | 1.000.000  |
| Neuseeland (RMNZ)            | 7× Platin                                                              | 105.000    |
| Vereinigte Staaten (RIAA)    | 2× Diamant + 2× Platin                                                 | 22.000.000 |
| Vereinigtes Königreich (BPI) | Gold                                                                   | 100.000    |
| Insgesamt                    | 2× Gold · 11× Platin · 3× Diamant ·                                    | 23.355.000 |